# Cyperus mirus
Cyperus mirus är en halvgräsart som beskrevs av Charles Baron Clarke. Cyperus mirus ingår i släktet papyrusar, och familjen halvgräs. Inga underarter finns listade i Catalogue of Life.